# 황학루

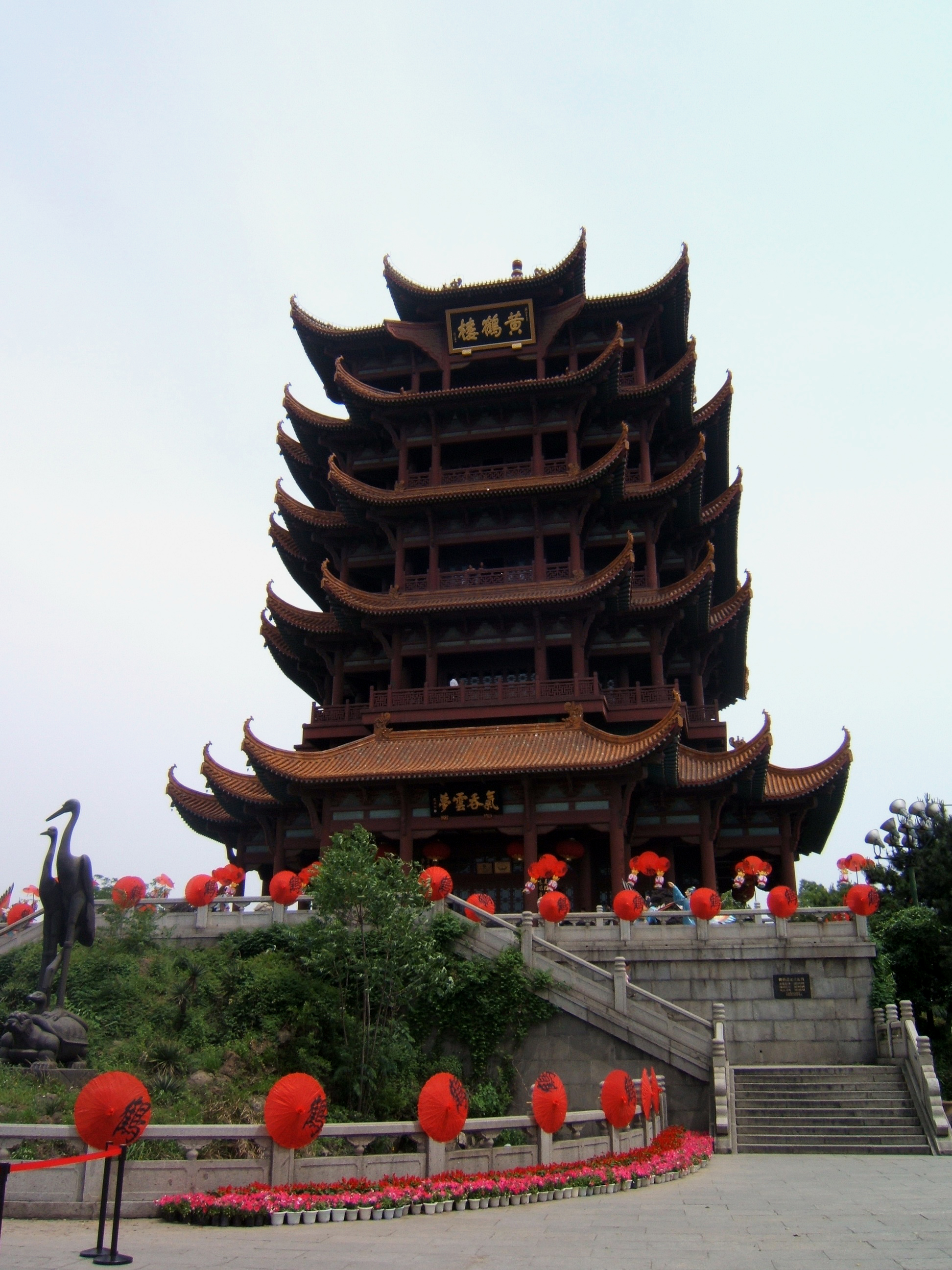
황학루

황학루(중국어 간체자: 黄鹤楼, 정체자: 黃鶴樓, 병음: Huánghèlóu 황허러우[*])는 중화인민공화국 후베이성 우한시의 장강(양쯔강) 강변에 있는 유명한 역사적 누각으로 악양루, 등왕각과 함께 중국 《강남 삼대명원》의 하나로 손꼽힌다.
각 층마다 보이는 풍광이 다르며, 황학루의 꼭대기에서는 양쯔강을 가장 잘 조명할 수 있다. 외양은 고대의 황학루이지만, 잦은 파괴와 중수로 인해 최근에 중수되어 현재는 내부에 엘리베이터도 설치되어 있다.

## 전설
황학루에 관련된 전설은 여러 가지가 있는데, 왕자안(王子安)이라는 선인이 학을 타고 내려왔는데, 이를 기념해서 황학루를 만들었다는 것과 비문의(費文禕)가 선인이 된 이후 황학을 타고 이곳에 내려와 종종 머물렀다는 전설 등이 있다.

## 문학
황학루는 중국 역대 내로라하는 시인들이 그 천하절경을 노래했다. 역대 명사로는 최호(崔顥), 이백(李白), 백거이(白居易), 가도(賈島), 육유(陸遊), 양신(楊慎), 장거정(張居正) 등이 문예를 뽐냈으며, 그 중 8세기의 유명한 시인 최호의 시 등이 걸려 있다. 최호의 시는

昔人已乘黃鶴去，此地空餘黃鶴樓

黃鶴一去不複返，白雲千載空悠悠

晴川曆曆漢陽樹，芳草萋萋鸚鵡洲

日暮鄉關何處是, 煙波江上使人愁

옛사람 황학을 타고 날아가 버리고, 이곳엔 황학루만 남았구나.

황학은 한번가고 돌아오지 않으니, 흰구름만 천 년을 멀리 떠가네.

한양수는 날갠 시냇가에서 빛나고, 앵무 섬에는 방초 가득하구나.

날 저무는데 고향은 어디인가, 안개 피어나는 강 위에 수심 잠기네.

## 같이 보기
- 악양루
- 등왕각